# Sascha Walbröhl
Sascha Walbröhl (* 9. März 1976) ist ein ehemaliger deutscher Fußballspieler. Er spielte im Mittelfeld. Heute wirkt er als Fußballtrainer.

## Spielerkarriere
Walbröhls Stammverein ist der VfB Langenfeld. Über die Stationen Fortuna Düsseldorf, Bayer 04 Leverkusen und TuSpo Richrath kam er 1995 zum Regionalligisten Wuppertaler SV, für den er bis 1999 spielte. In der Saison 1999/2000 wechselte er zu Alemannia Aachen, für den Verein bestritt er zwei Spiele in der 2. Fußball-Bundesliga. Aufgrund mangelnder Perspektive kehrte er nach Wuppertal zurück. Nach dem Abstieg in die Oberliga Nordrhein wurde er in den folgenden drei Jahren zum Stammspieler. 2003/2004 brachte er es noch einmal auf 15 Einsätze beim WSV in der Regionalliga Nord. Nach seiner Degradierung in die Reserveelf wechselte er im November 2004 zu TuRU Düsseldorf.

## Trainerkarriere
Seit 2017 trainiert Waldbröhl die B-Jugend der SG Unterrath, die derzeit in der Bundesliga spielt.

## Erfolge
- 8. Platz mit Alemannia Aachen, 2. Liga 1999/2000